# Musée de l'histoire du Goulag

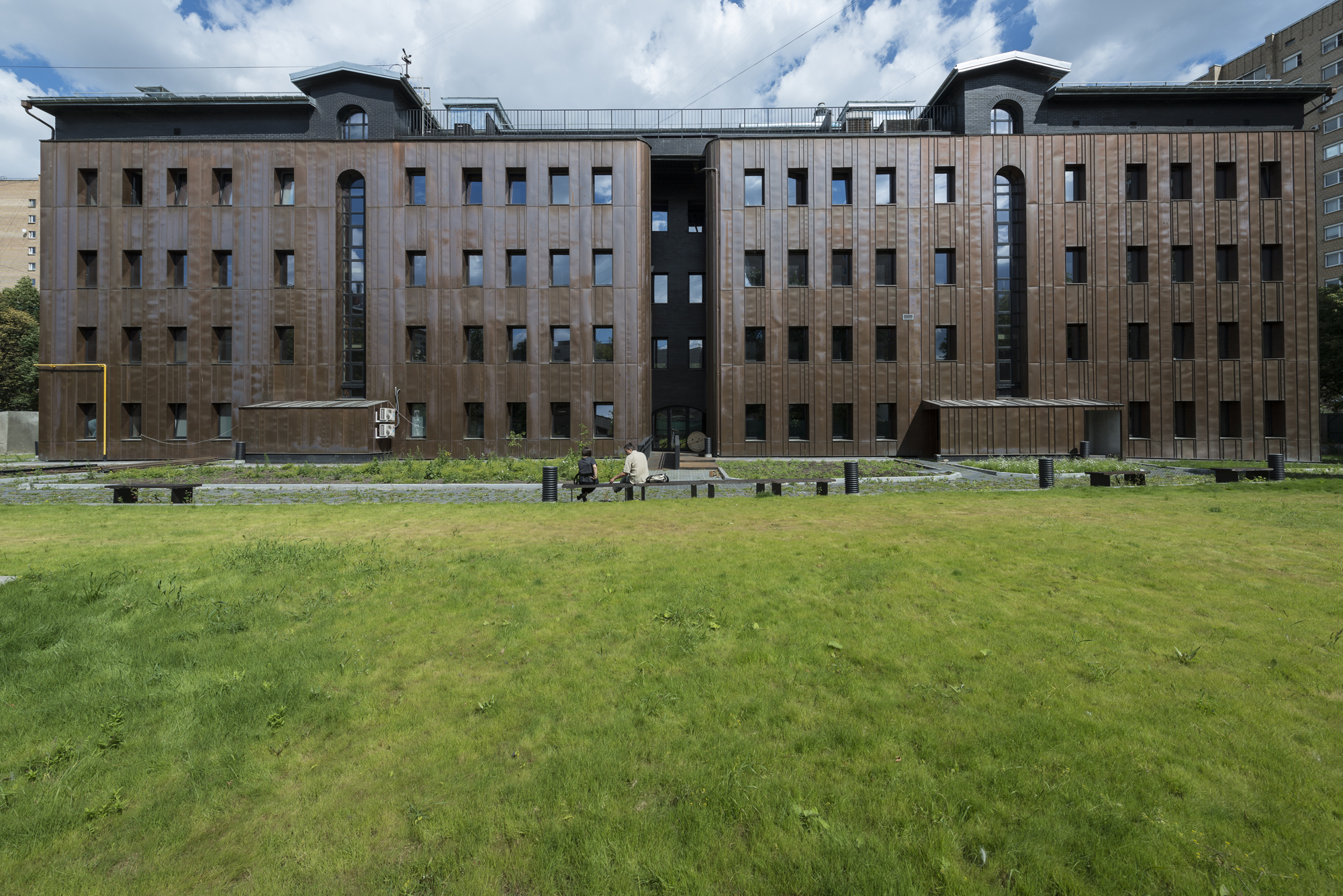
Bâtiment du musée du Goulag

Le musée de l'histoire du Goulag est une institution culturelle de l'État de la ville de Moscou situé jusqu'en 2015 rue Petrovka, 14-16 (ancien hôtel particulier Vorontsov-Raïevski), et installé depuis dans des bâtiments plus spacieux et modernes sur la voie Pervy Samotiotchny. Le musée a été ouvert en 2001 sur instruction personnelle de l'ancien maire de Moscou Iouri Loujkov.
Le musée a été fermé le 14 novembre 2024 sur ordre des autorités russes: le Département de la Culture de la ville de Moscou a affirmé à l'Agence France-Presse que « la décision de suspendre temporairement les activités du Musée national du Goulag » avait été prise pour des raisons de sécurité et que des « violations de la sécurité incendie » avaient été découvertes.

## Directeur du musée
Le premier directeur du musée fut Anton Antonov-Ovseïenko (1920—2013), fils du célèbre révolutionnaire Vladimir Antonov-Ovseïenko (1883—1938), fusillé sur ordre du Collège militaire de la Cour suprême de l'URSS au moment des purges staliniennes.
А. A. Аntonov dut passer par les camps du Goulag, comme fils d'un «ennemi du peuple», ses affaires personnelles lui servirent pour commencer les expositions du musée.

## Expositions permanentes du musée
Actuellement le musée est divisé en trois parties :
1. Partie historique-documentaire.
2. Partie artistique (travaux artistiques provenant du GOULAG : sculptures, peintures, dessins.)
3. Partie comprenant des reconstructions partielles du camp : parties de baraquement, stand de propagande, cachot.

La partie centrale de l'exposition est constitué par la carte du GOULAG avec la désignation de tous les camps importants et des parties les plus importantes de ces camps ; également les «camps spéciaux» ; les camps à destination particulière entre 1948 et 1956. La carte permet de se rendre compte de l'importance de la répression politique en URSS. Y est ajoutée, une carte mentionnant les colonies de peuplement forcé ; les déportés paysans, avec l'endroit où ils vivaient dans les années 1930 ; plus tard, des citoyens des peuples de l'URSS déportés.
Aux murs sont présentés des documents sur le début de la répression dans le pays : la Terreur rouge et la création des premiers Camp de concentration (en 1918) ; l'apparition du système du Goulag par le fait du Guépéou, du NKVD et de l'ОГПУ-OGPOU (Direction politique principale unifiée) dans les années 1930 ; des documents sur le durcissement de la répression en 1937, d'autres sur la déportation des Allemands en URSS, qui amena une déportation massive en 1943-1944. Et encore des documents sur la création en 1948 de camps particuliers ainsi que sur les conditions de détention des prisonniers dans ces camps.
L'exposition de ce musée parle également du destin des gens ordinaires devenus prisonniers au moment de la répression. Le musée conserve des travaux de broderie, des vêtements de prisonniers, de la vaisselle des camps, et encore des balles, des douilles, trouvées sur les emplacements de massacres de masses. Il existe aussi un stand consacré à des acteurs de la vie culturelle qui, tôt ou tard, eurent affaire à la répression parmi lesquels peuvent être cités le poète-chanteur Boulat Okoudjava ou l'acteur Georges Jjenova.
Les itinéraires des excursions mènent au bâtiment 16, rue Petrovka. Des guides emmènent également les visiteurs à l'extérieur sur des itinéraires consacrés à des thèmes tels que : «Moscou durant les années de la répression stalinienne avec visite du cimetière et du monastère Danilovski», «L'architecture de Moscou de 1920 à 1950», «Loubianka à l'époque de la terreur».

## Sources
- (ru) Cet article est partiellement ou en totalité issu de l’article de Wikipédia en russe intitulé « Музей истории ГУЛАГа » (voir la liste des auteurs).